# 過海隧道巴士686線
過海隧道巴士686線是香港一條已停辦的過海巴士路線，由城巴營辦，來往大圍站及西灣河，途經顯徑邨、隆亨邨、新翠邨、秦石邨及沙田圍後，取道大老山隧道及東區海底隧道，往返港島區之北角、鰂魚涌及太古城，只於星期一至五上午及下午繁忙時間分別提供四班往港島及四班往新界方向的服務。
本線只是營運1年5個月便被取消，打破新巴682D線服務3年的紀錄，成為「營運時期最短的東隧巴士路線」。

## 歷史
因應火炭及大圍持續發展而帶來的新增乘客需求，加上該帶未有任何往返港島東的巴士服務，運輸署於2019年建議開辦一條全新過海隧巴路線，往返火炭（桂地街）（現址為2020年9月起入伙的「駿洋邨」）至西灣河（太康街），於沙田區內途經禾輋、瀝源、沙田市中心、美林邨、大圍、名城、顯徑邨、隆亨邨、新翠邨、秦石邨、乙明邨、沙角邨、沙田圍，取道大老山隧道及東區海底隧道往返，於星期一至五早晚繁忙時間分別提供兩班去程及一班回程服務，並以公開招標決定營運巴士公司。
運輸署其後在2020年修改上述方案，將路線一分為二，其中原建議往返火炭至西灣河的路線，在大圍後改為取道青沙公路、西區海底隧道、中環及灣仔繞道及東區走廊往返；至於原建議由大圍至沙田圍返港島東的服務，則另外分拆成另外一條全新招標路線（即本路線），取道大老山隧道及東區海底隧道往返港島東，兩線均建議星期一至五早晚繁忙時間各開出一班單向服務。
城巴其後於2021年3月宣佈獲得此線經營權，編號為686，原預計於同月29日開辦，最終要延遲至同年4月26日起投入服務。
2022年1月2日：全程車費加至$17.6。
2022年10月3日：本線沙田區總站遷往沙田圍，同時改經青沙公路、西區海底隧道及中環灣仔繞道，並更改編號為986線。

## 服務時間及班次
- 星期一至五：
  - 大圍站開：07:10、07:25、07:45、08:10
  - 西灣河開：18:10、18:30、19:00、19:30

星期六、日及公眾假期不設服務

## 收費
全程：$17.6
- 東區海底隧道往西灣河：$10.4
- 過東區走廊後往西灣河：$5.1
- 東區海底隧道收費廣場往大圍站：$11.6
- 過大老山隧道後往大圍站：$5.7

| - 本線設有12歲以下小童及65歲或以上長者半價優惠。 - 65歲或以上香港居民使用「樂悠咭」，以及12歲以下合資格殘疾兒童使用「殘疾人士身份」個人八達通繳付車資，均可享有每程$2.0或半價（以較低者為準）的票價優惠；12至64歲合資格殘疾人士使用「殘疾人士身份」個人八達通（包括「樂悠咭」），以及60至64歲香港居民使用「樂悠咭」繳付車資，均可享有每程$2.0或全費（以較低者為準）的票價優惠。 - 65歲或以上長者如使用長者或一般個人八達通繳付車資，則只可享有半價優惠；12至64歲合資格殘疾人士如不使用「殘疾人士身份」個人八達通，以及60至64歲人士如不使用「樂悠咭」繳付車資，必須繳付全費。 - 乘客可以現金或八達通於上車時付款，不設找續。 - 每位成人乘客可免費攜帶最多兩名4歲以下而不佔座位的兒童乘客乘車，超額之4歲以下小童必須繳付小童車費乘車。 - 九龍巴士、城巴及龍運巴士全職員工及家屬（不包括外判職員）可免費乘搭本路線，惟必須拍職員或職員家屬八達通。 - 乘客亦可使用AlipayHK「易乘碼」、支付寶、 WeChatHK／微信支付「搭車碼」、銀聯雲閃付「乘車碼」及BOC Pay「乘車碼」、具有感應式支付功能的VISA、Mastercard及銀聯卡，以及Apple Pay、Google Pay及Samsung Pay流動支付平台繳付車資。使用此支付方式的乘客可享有中途下車之分段收費，以及與其他城巴獨營路線或聯營線城巴班次之轉乘優惠，惟不適用於與非城巴路線之轉乘優惠。使用此支付方式的乘客亦不能享有「公共交通費用補貼計劃」及「長者及合資格殘疾人士公共交通票價優惠計劃」。 |

## 行車路線
大圍站開經：美田路、車公廟路、顯徑街、富健街、田心街、紅梅谷路、車公廟路、大涌橋路、沙角街、乙明邨街、沙角街、沙田圍路、沙瀝公路、大老山公路、大老山隧道、觀塘繞道、鯉魚門道、東區海底隧道、東區走廊、民康街、英皇道、筲箕灣道、太康街、鯉景道及太安街。
西灣河開經：太安街、筲箕灣道、英皇道、康山道、英皇道、健康西街、七姊妹道、電照街、渣華道、民康街、東區走廊、東區海底隧道、鯉魚門道、觀塘繞道、大老山隧道、大老山公路、沙瀝公路、沙田圍路、沙角街、大涌橋路、車公廟路、紅梅谷路、田心街、富健街、顯徑街及車公廟路。

### 沿線車站

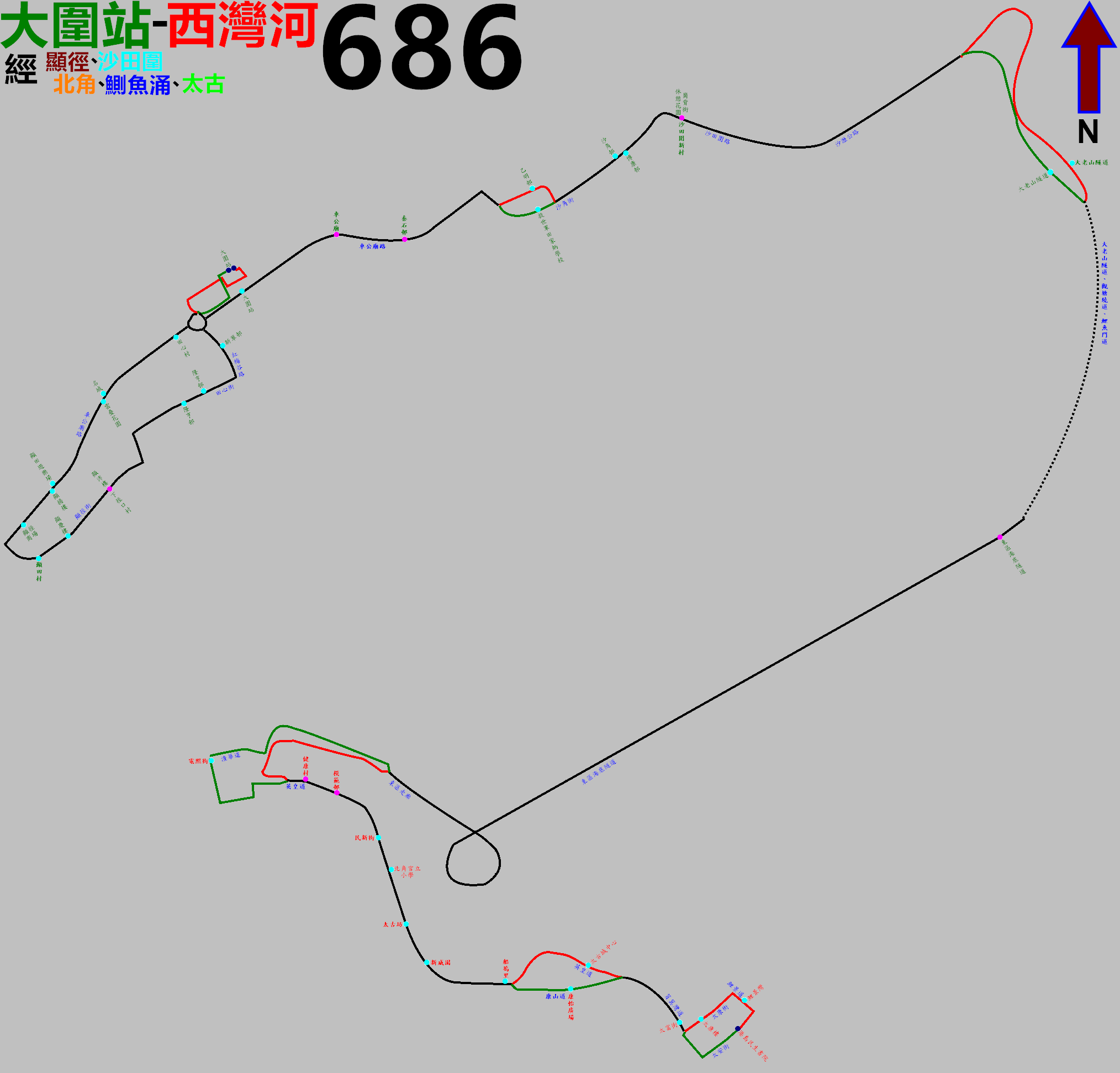
過海隧巴686線的走線圖

| 大圍站開 | 大圍站開             | 大圍站開             | 西灣河開 | 西灣河開             | 西灣河開             |
| 序號     | 車站名稱             | 位置                 | 序號     | 車站名稱             | 位置                 |
| -------- | -------------------- | -------------------- | -------- | -------------------- | -------------------- |
| 1        | 大圍站               | 大圍站公共運輸交匯處 | 1        | 港島民生書院         | 太安街               |
| 2        | 田心村               | 車公廟路             | 2        | 太富街               | 筲箕灣道             |
| 3        | 雲疊花園             | 車公廟路             | 3        | 康怡廣場             | 康山道               |
| 4        | 顯徑邨顯揚樓         | 車公廟路             | 4        | 寶峰園               | 英皇道               |
| 5        | 顯徑商場             | 車公廟路             | 5        | 太古坊               | 英皇道               |
| 6        | 顯徑邨顯慶樓         | 顯徑街               | 6        | 民新街               | 英皇道               |
| 7        | 顯徑邨顯沛樓         | 顯徑街               | 7        | 健康村               | 英皇道               |
| 8        | 隆亨邨               | 田心街               | 8        | 電照街               | 電照街               |
| 9        | 大圍站               | 車公廟路             | 9        | 東區海底隧道收費廣場 | 東區海底隧道         |
| 10       | 車公廟               | 車公廟路             | 10       | 大老山隧道收費廣場   | 大老山公路           |
| 11       | 秦石邨               | 車公廟路             | 11       | 沙田圍新村           | 沙田圍路             |
| 12       | 乙明邨               | 乙明邨街             | 12       | 博康邨               | 沙角街               |
| 13       | 沙角邨               | 沙角街               | 13       | 救世軍田家炳學校     | 沙角街               |
| 14       | 崗背街休憩花園       | 沙田圍路             | 14       | 秦石邨               | 車公廟路             |
| 15       | 大老山隧道收費廣場   | 大老山隧道           | 15       | 車公廟               | 車公廟路             |
| 16       | 東區海底隧道收費廣場 | 東區海底隧道         | 16       | 新翠邨               | 紅梅谷路             |
| 17       | 健康村               | 英皇道               | 17       | 隆亨邨               | 田心街               |
| 18       | 模範邨               | 英皇道               | 18       | 下徑口村             | 顯徑街               |
| 19       | 北角官立小學         | 英皇道               | 19       | 顯田村               | 顯徑街               |
| 20       | 新威園               | 英皇道               | 20       | 顯田遊樂場           | 車公廟路             |
| 21       | 船塢里               | 英皇道               | 21       | 名城                 | 車公廟路             |
| 22       | 太古城中心           | 英皇道               | 22       | 大圍站               | 大圍站公共運輸交匯處 |
| 23       | 太康樓               | 太康街               |          |                      |                      |
| 24       | 鯉景灣               | 鯉景道               |          |                      |                      |
| 25       | 港島民生書院         | 太安街               |          |                      |                      |

## 客量
本路線主要為大圍、城門河以東地區提供往東區過海巴士服務，但是大圍一帶的乘客寧願乘坐途經路面狀況穩定，途經青沙公路以及西區海底隧道的989線，因此本路線主要客源集中於沙角邨、乙明邨和博康邨一帶，上午繁忙時間客量尚算可觀，但是近年下午繁忙時間東區海底隧道及觀塘繞道的塞車問題不斷惡化，因此下午繁忙時間客量一般；相反，由於989線得到可觀的客量，於2022-2023年度巴士路線計劃，城巴及運輸署建議此路線總站遷往沙田圍，依原有走線相反方向駛離顯徑後，改經青沙公路及西區海底隧道，不經大老山隧道及東區海底隧道，並更改編號為986，並於2022年10月3日起實施。

## 外部連結
- 681巴士總站－686線 （页面存档备份，存于）